# Lobalacsa collessi
Lobalacsa collessi is een insect uit de familie van de vlinderhaften (Ascalaphidae), die tot de orde netvleugeligen (Neuroptera) behoort. 
Lobalacsa collessi is voor het eerst wetenschappelijk beschreven door New in 1984.